# Keladi
Keladi (canarés:ಕೆಳದಿ) es una ciudad templo en el distrito Shimoga del estado indio de Karnataka.

## Historia
Fue la capital del reino de Keladi feudo del Imperio Vijayanagara. Luego de la desintegración del imperio Vijayanagara en la batalla de Talikota, los Keladi Nayakas crearon un reino independiente que así se mantuvo hasta que fue anexado al Reino Mysore por Hyder Ali.
Shivappa Nayaka y Chennamma fueron los más famosos gobernantes de este reino.